# Patristica Nordica Annuaria
Patristica Nordica Annuaria är en akademisk nordisk tidskrift för studiet av tidig kristendom. PNA är referentgranskad och utkommer med ett nummer årligen. De publicerade artiklarna är huvudsakligen skrivna på ett av de tre skandinaviska språken. Patristica Nordica Annuaria utgör fortsättningen på Meddelanden från Collegium Patristicum Lundense som utkom med 25 årgångar från 1987 till 2010. Med sitt nya namn och en mer polerad layout utkom tidskriften första gången år 2011.
Patristica Nordica Annuarias syfte är att ”spegla nordisk patristisk forskning, det vill säga forskning om kristendomens framväxt och utveckling under dess första åtta århundraden.” 

## Redaktion och utgivare
Tidskriften utges av Collegium Patristicum Lundense i samverkan med Centrum för Teologi och Religionsvetenskap vid Lunds Universitet. Redaktionen består av forskarna Thomas Arentzen, Britt Dahlman, Maria Sturesson, och Andreas Westergren. Docent Thomas Arentzen är ansvarig utgivare. Tidskriften har även ett redaktionsråd med medlemmar från andra nordiska länder.